# Conversations avec monsieur Poutine
Pour plus de détails, voir Fiche technique et Distribution.
Conversations avec monsieur Poutine (The Putin Interviews) est un film documentaire américain réalisé par Oliver Stone, sorti en 2017.

## Synopsis
Durant deux ans, entre juillet 2015 et février 2017, le réalisateur-scénariste américain Oliver Stone a interviewé Vladimir Poutine, durant près de 50 heures, sur divers sujets politiques, notamment les relations entre les États-Unis et la Russie, l'expansion de l'OTAN et le déploiement de la défense antimissile en Europe, les guerres en Syrie et en Ukraine, les activités d'Edward Snowden, ainsi que son ascension au pouvoir.

## Fiche technique
Sauf indication contraire, les informations mentionnées dans cette section peuvent être confirmées par la base de données cinématographiques IMDb,  présente dans la section « Liens externes ».
- Titre original : The Putin Interviews
- Titre français : Conversations avec M. Poutine
- Réalisation et scénario : Oliver Stone
- Musique : Jeff Beal
- Montage : Alex Marquez
- Directeur de la photographie : Anthony Dod Mantle et Rodrigo Prieto
- Sociétés de production : Showtime Documentary Films, New Element Media et Ixtlan Productions
- Distribution : Showtime Networks (États-Unis)
- Pays d'origine :  États-Unis
- Langues originales : anglais, russe
- Format : Couleurs - numérique
- Genre : documentaire
- Durée : 240 minutes
- Dates de sortie :
  - États-Unis : 12 juin 2017 (diffusion Showtime Networks)
  - France : 26 juin 2017 (diffusion 1re partie sur France 3)

## Distribution
Le documentaire met en scène Vladimir Poutine et Oliver Stone.
Plusieurs personnalités politiques et médiatiques sont présentes dans des images d'archives : George H. W. Bush, Bill Clinton, Boris Eltsine, Aaron Brown, Dan Rather, Fidel Castro, George W. Bush, Zbigniew Brzeziński, Hillary Clinton, Joseph Dunford, Mikhail Saakachvili, Guennadi Ziouganov, Sergueï M. Mironov, Mikhail Prokhorov, Vladimir Jirinovski, Viktor Ianoukovytch, Angela Merkel, Dmytro Yarosh, Victoria Nuland, Joe Biden, Vassili Khristoforov (ru), Bachar el-Assad, Barack Obama, Donald Trump, John McCain et Michael Hayden.

## Production
Le réalisateur avait auparavant réalisé plusieurs films sur des personnalités plutôt critiques envers les États-Unis, comme Hugo Chávez (South of the Border, Mi Amigo Hugo), Fidel Castro (Comandante et Looking for Fidel) ou encore un film biographique sur Edward Snowden (Snowden).
Le tournage a eu lieu à Moscou, notamment au Kremlin, ainsi qu'à Sotchi.

## Accueil
Le film a été fortement critiqué aux États-Unis, certains journalistes reprochant à Oliver Stone d'être trop complaisant envers Vladimir Poutine.
Dans Foreign Policy, l'écrivaine et journaliste américaine Emily Tamkin critique Stone pour son « obséquiosité » et pour « avoir laissé son héros exprimer des théories du complot et des affirmations non fondées ». Newsweek qualifie le film de Stone de « farce orchestrée ».
Sonya Saraya, pour Variety concède à Stone sa capacité à montrer Poutine de près et, dans certains cas, à exprimer son scepticisme. Le Los Angeles Times, enfin, estime que Poutine y apparaît comme un « leader astucieux, intransigeant et très discipliné », bien qu'avec des éléments d'auto-promotion, alors qu'il fait des blagues sur « les douches avec des gays et les cycles menstruels des femmes ».
En réponse aux critiques formulées par les médias américains, Oliver Stone évoque la semaine de la haine (en) (1984 de George Orwell), « où les gens se rassemblaient pour haïr l'ennemi perçu ».
En Allemagne, le Süddeutsche Zeitung qualifie le documentaire de « pornographique », notant que Stone ne vérifie ni ne contredit ce que Poutine dit dans les interviews. Die Zeit écrit que Stone a réalisé un film de propagande sur l'apparence « divine » de Poutine, qui est montré si « beau, réfléchi, joyeux, doux et charismatique qu'on pourrait même lui pardonner d'avoir attaqué la Pologne ».
En France, l'universitaire Cécile Vaissié, professeur en études russes et soviétiques à l'université Rennes 2, prétend que le film est « consternant d'ignorance et de complaisance. […] Ce n'est pas un documentaire. C'est un clip publicitaire ». Elle précise : « Oliver Stone filme Vladimir Poutine, lui donne la parole, comme s'il était un parfait inconnu. Ne connaissant rien à la Russie, le réalisateur américain est incapable de lui apporter la contradiction. […] Il n'approfondit jamais les thèmes abordés. […] Poutine ment de nombreuses fois, mais à plusieurs reprises, les mensonges ne sortent même pas de sa bouche. Il se contente d'enchaîner sur les affirmations du cinéaste ».

### En Russie
En mars 2017, l'attaché de presse de Vladimir Poutine, Dmitri Peskov, a qualifié Oliver Stone d'« homme talentueux, une personne imprévisible en termes de manifestations créatives » et a déclaré que Poutine et son administration attendaient avec impatience la sortie du film,.
Comme l'ont noté les journalistes, le documentaire révèle la vision du monde du réalisateur lui-même, en accord avec celle de Poutine sur un certain nombre de questions,,.
Le journaliste et opposant russe Vladimir Kara-Mourza Sr. estime que ce documentaire a été commandé au réalisateur américain spécifiquement pour l'élection présidentielle de 2018 : « Je pense qu'il y a eu une sorte de casting et Stone a été choisi pour deux raisons. Premièrement, il est américain et il est fondamentalement important pour le Kremlin que non seulement les rossignols russes, mais aussi les représentants du « nid de l’ennemi » chantent le « bon Poutine ». Et deuxièmement, il fallait un réalisateur avec un nom ».
La Rossiïskaïa Gazeta qualifie l'approche de Stone de « défi audacieux au chœur harmonieux des voix des politiciens de Washington et de la presse grand public américaine », en ajoutant : « ceux qui ont consacré leur vie à créer l'image de la Russie comme un ennemi, un État sauvage et sombre, se sont précipités avec acharnement pour défendre leurs dogmes »[réf. nécessaire].
La chroniqueuse de la Novaïa Gazeta, Irina Petrovskaya, a décrit le film comme « un portrait cérémonial qui flatte les apologistes du protagoniste », notant que Stone « n'est pas très éloigné des propagandistes russes notoires ».

## Diffusion
Aux États-Unis, le film est présenté en 4 parties dès le 12 juin 2017 sur Showtime Networks. En France, le documentaire est diffusé en plusieurs soirs sur France 3. Deux parties sont diffusées le 26 juin 2017, suivies du débat Faut-il croire Vladimir Poutine ? présenté par Francis Letellier, avec le réalisateur Oliver Stone, ainsi que Hubert Védrine (ancien ministre des Affaires étrangères), Sylvie Kauffmann (journaliste au Monde), Bernard Guetta (journaliste à France Inter et spécialiste de géopolitique) et Renaud Girard (journaliste au Figaro). Le reste du documentaire est diffusé les 28 et 29 juin 2017.